# Steve Brodie
Steve Brodie właśc. John Daugherty Stephens (ur. 21 listopada 1919 w El Dorado, zm. 9 stycznia 1992 w Canoga Park) – amerykański aktor teatralny, filmowy i telewizyjny. Mistrz epizodu i ról drugoplanowych. 
Przez ponad 40 lat swojej kariery wystąpił w ponad 170 filmach i serialach TV.
Tylko raz przyszło mu zagrać rolę główną – było to w filmie Desperat Anthony'ego Manna z 1947 roku. Pod koniec życia występował w filmach wyreżyserowanych przez swojego syna Kevina (komedia z 1986 pt. Delta Pi). 
Zmarł na raka w Canoga Park w otoczeniu przyjaciół i rodziny. 

## Filmografia (wybór)
- 1944: Za wami, chłopcy – australijski pilot
- 1944: 30 sekund nad Tokio – kapral żandarmerii
- 1945: Podnieść kotwicę – żołnierz
- 1945: Spacer w słońcu – szeregowy Judson
- 1946: Młoda wdowa – Willie Murphy
- 1947: Krzyżowy ogień – Floyd
- 1947: Człowiek z przeszłością – Fisher
- 1947: Desperat – Steve Randall
- 1948: Bodyguard – Fenton
- 1948: Stacja zachód – Stellman
- 1949: Pod jednym sztandarem – kapral T.J.
- 1950: Winchester ’73 – Murray
- 1950: Pożegnaj się z jutrem – Joe "Jinx" Raynor
- 1951: Morderca – porucznik Becker
- 1952: Historia Willa Rogersa – Dave Marshall
- 1952: Troje do sypialni C – Conde Marlowe
- 1953: Bestia z głębokości 20 000 sążni – sierżant Loomis
- 1954: Bunt na okręcie – Budge
- 1954: Daleki kraj – Ives
- 1956-58 Alfred Hitchcock przedstawia – epizody
- 1961: Błękitne Hawaje – Tucker Garvey
- 1961: Moverick – kapitan Score
- 1961, 1972 Strzały w Dodge City – Garth Brantley, Welch
- 1961-62 Everglades! – kapitan Benson
- 1963-68 Bonanza – Horn, Macy, Macie
- 1964: Wagabunda – Fred
- 1966: Daktari – Harp
- 1975: Inwazja olbrzymich pająków – dr Vance
- 1981: Wyspa Frankensteina – Jocko
- 1986: Delta Pi – Jack Enoff
- 1988: Czarnoksiężnik prędkości i czasu – Lucky Straeker

## Życie osobiste
Brodie był dwukrotnie żonaty. Po raz pierwszy w latach 1946-1949 z aktorką Lois Andrews. Małżeństwo to zakończyło się rozwodem. W 1950 roku ożenił się z Barbarą Ann Savitt – wdową z dwiema córkami z pierwszego małżeństwa. Ich syn, Kevin Brodie, był aktorem dziecięcym, a następnie producentem filmowym, reżyserem i scenarzystą. 